# Epigonus telescopus
Epigonus telescopus é um peixe das águas profundas pertencente à família Epigonidae, que ocorre entre os 75 e os 1200 m de profundidade na maioria das regiões temperadas dos oceanos.